# Cascade de glace (glacier)
Pour les articles homonymes, voir Cascade de glace.

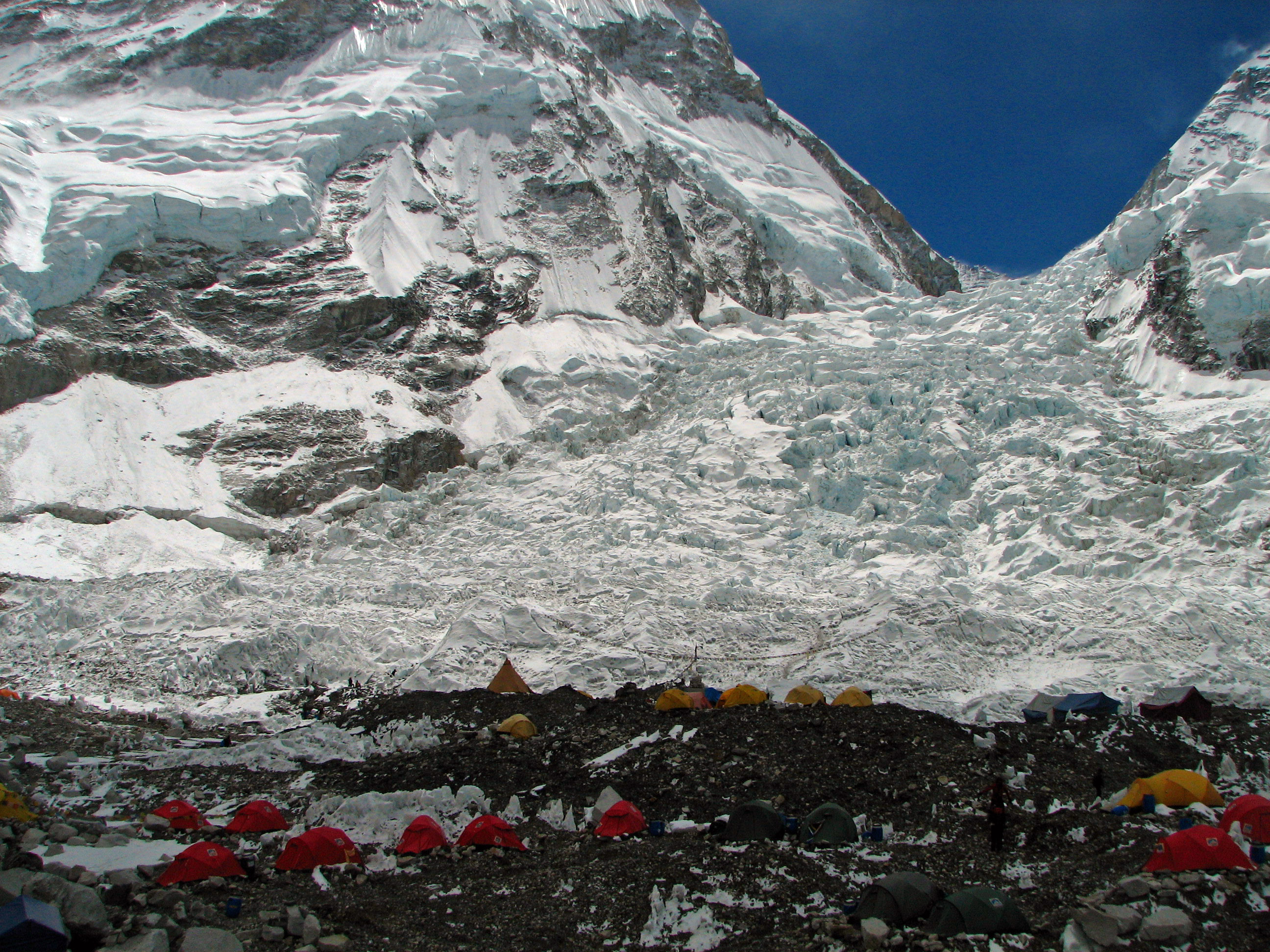
La cascade de glace du Khumbu vue depuis le camp de base de l'Everest au Népal.

Une cascade de glace est l'aspect d'un glacier franchissant une brutale augmentation de la pente. Sa surface prend alors un aspect très tourmenté avec de nombreux séracs et crevasses qui peuvent s'effondrer en provoquant des avalanches de glace. Ce phénomène est typique chez les glaciers de vallée lorsqu'ils franchissent un verrou glaciaire ou une rupture de pente convexe.
L'une des cascades de glace les plus notables est celle du Khumbu que doivent franchir les alpinistes sur l'ascension de l'Everest par le col Sud.

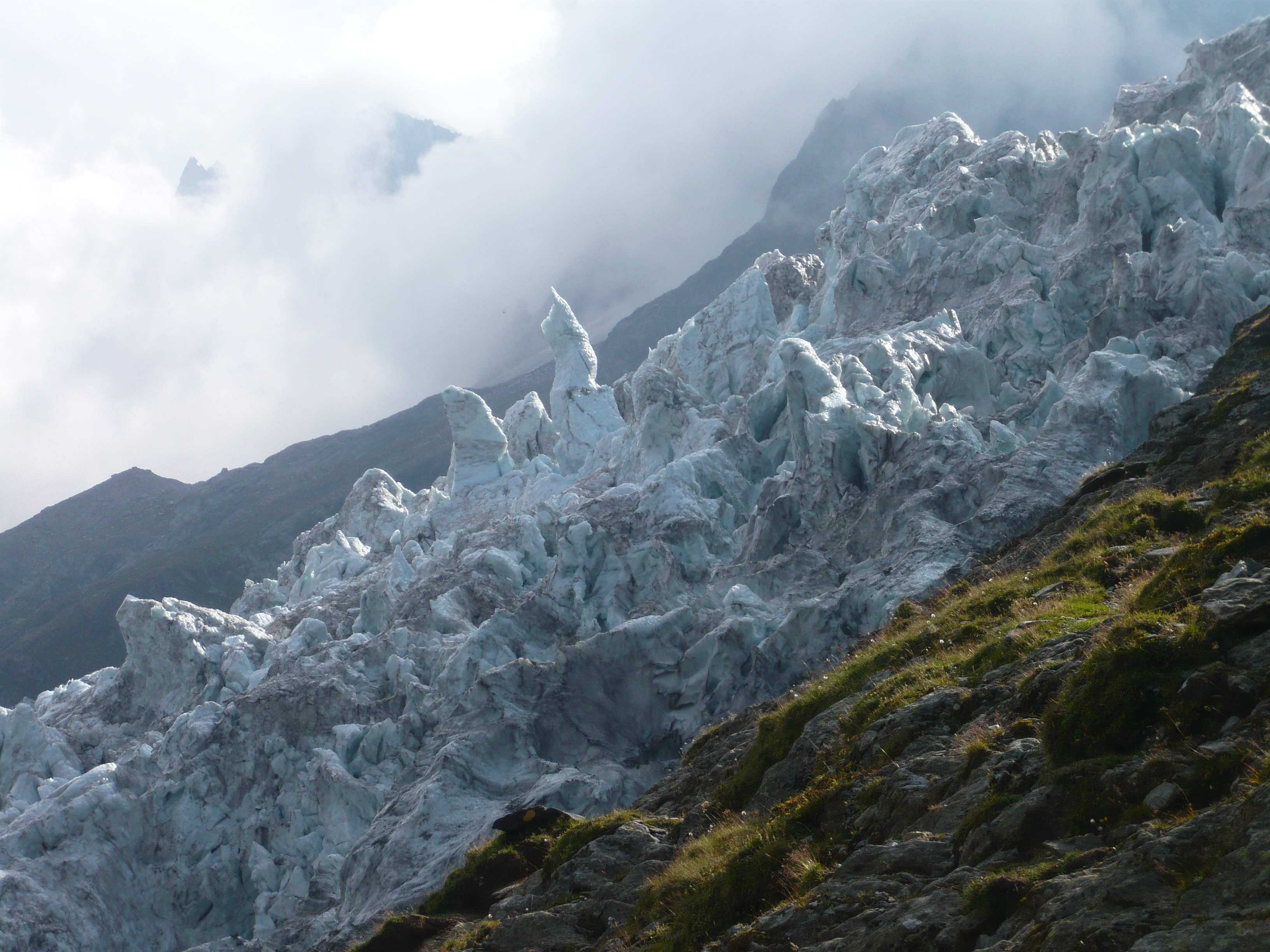
Vue rapprochée des séracs et crevasses du glacier des Bossons dans sa langue terminale en France.
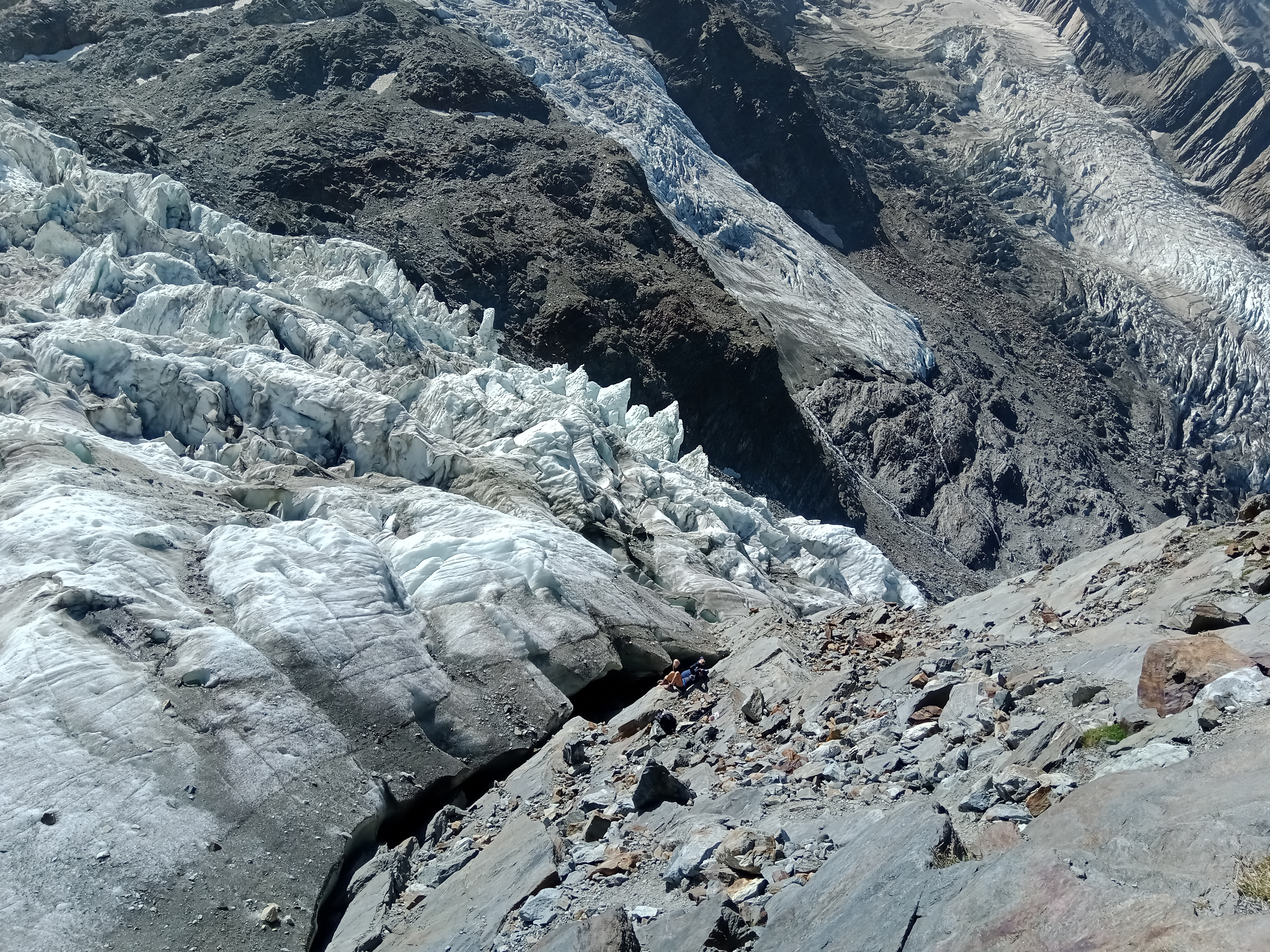
Vue en plongée du glacier des Bossons à la Jonction avec le glacier de Taconnaz en contre-bas.
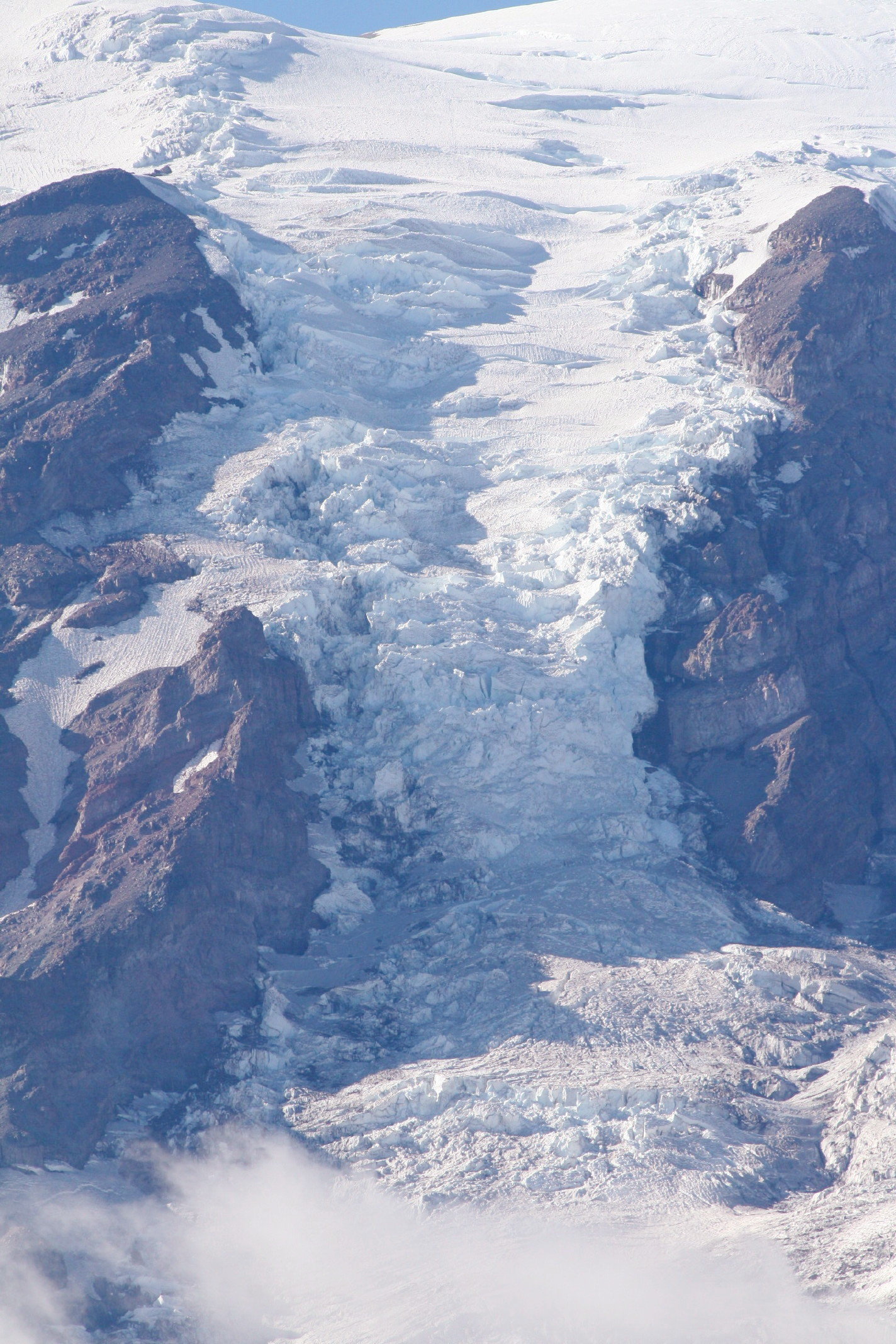
Le glacier Nisqually sur le mont Rainier aux États-Unis.
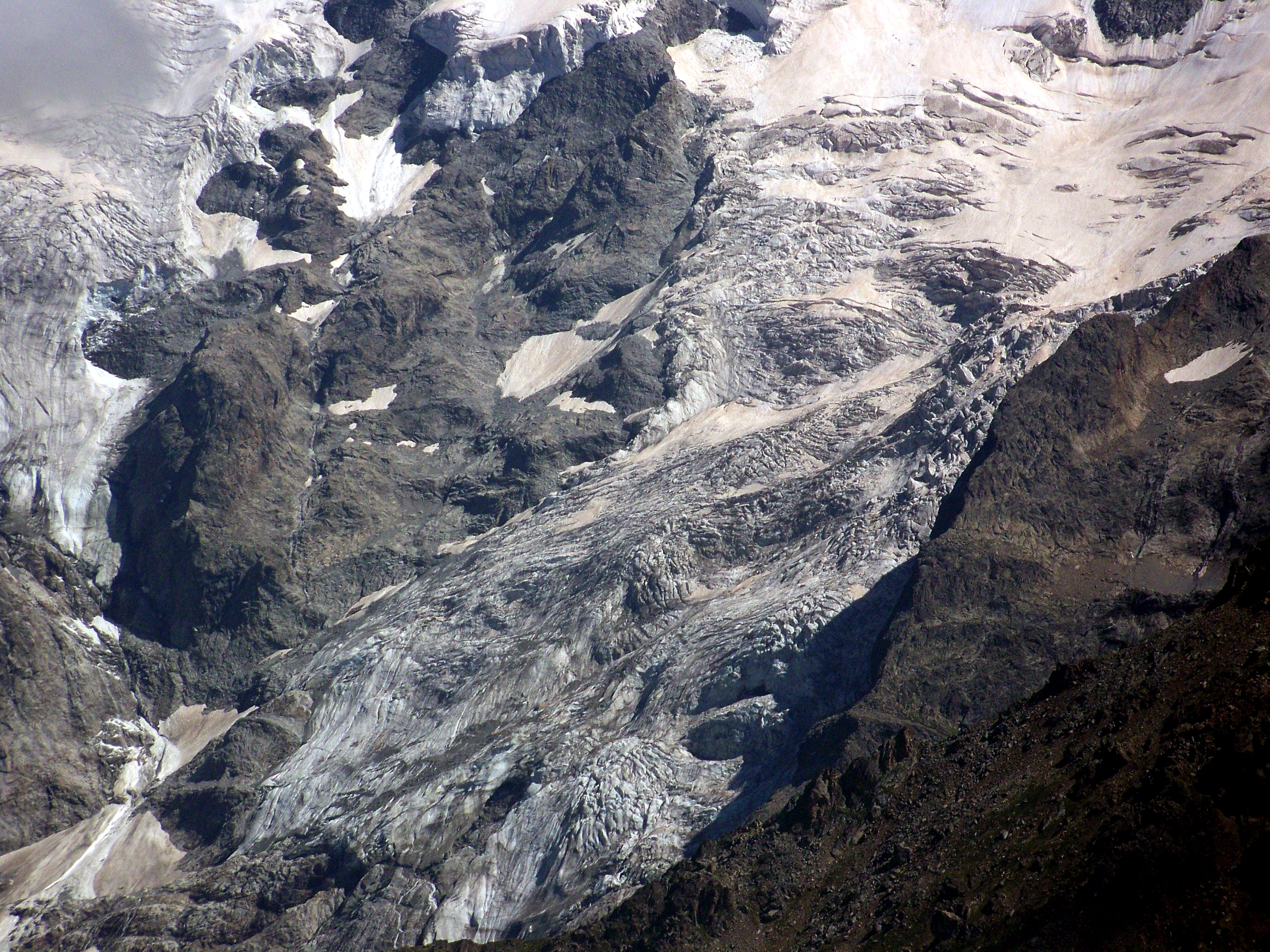
Le glacier de la Meije en France.
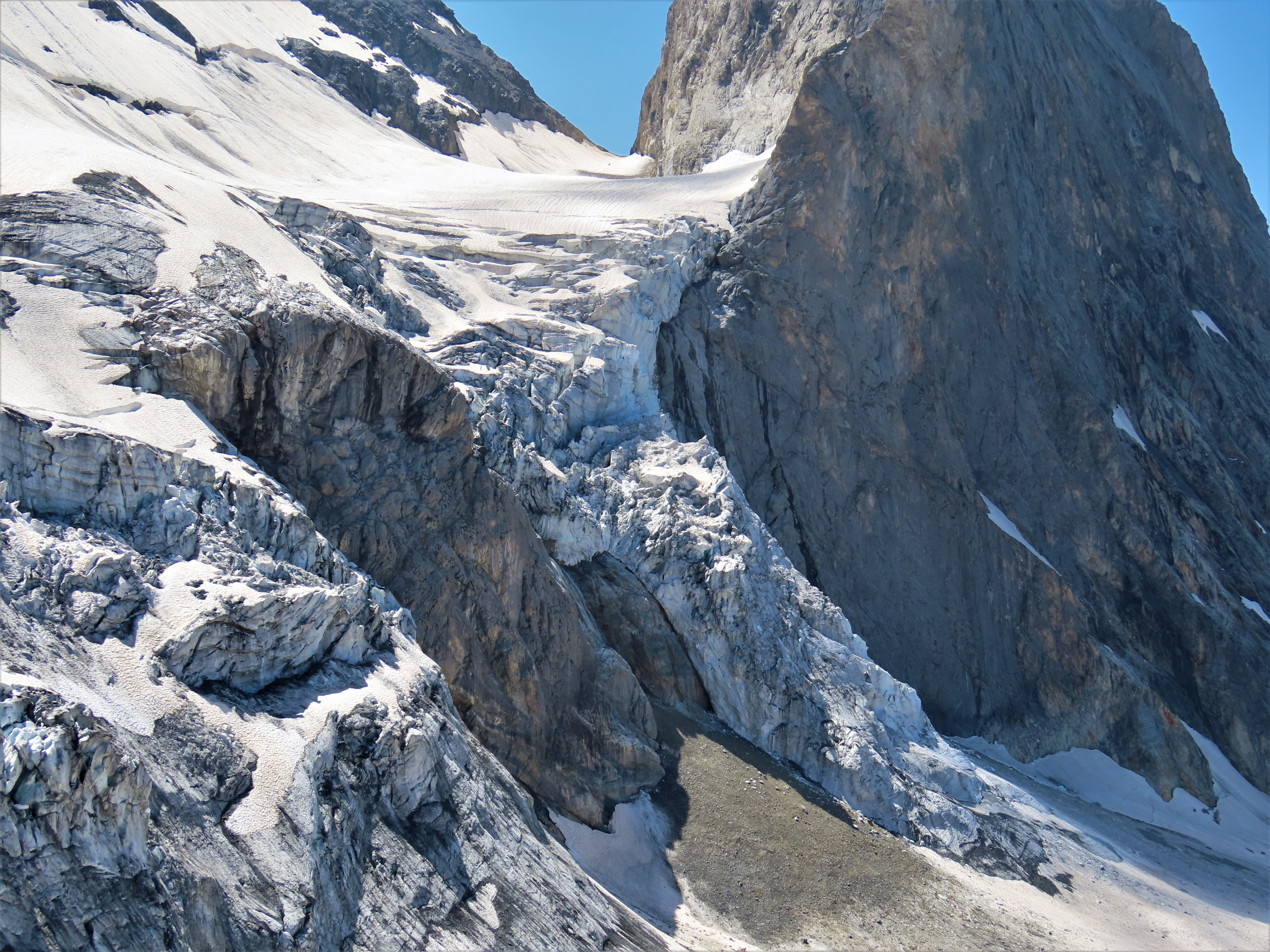
Le glacier de l'Épéna en France.
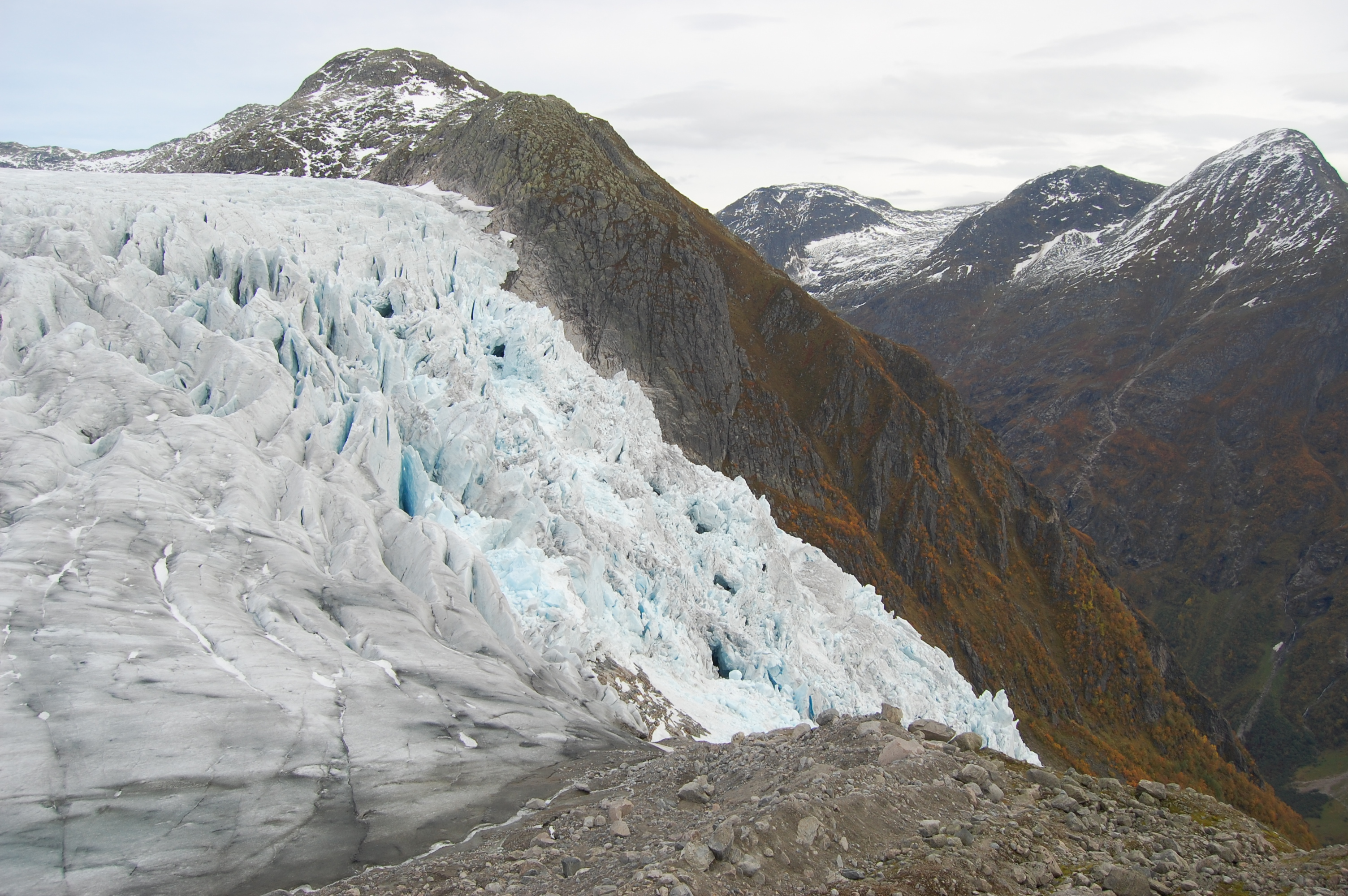
Le Supphellebreen en Norvège.
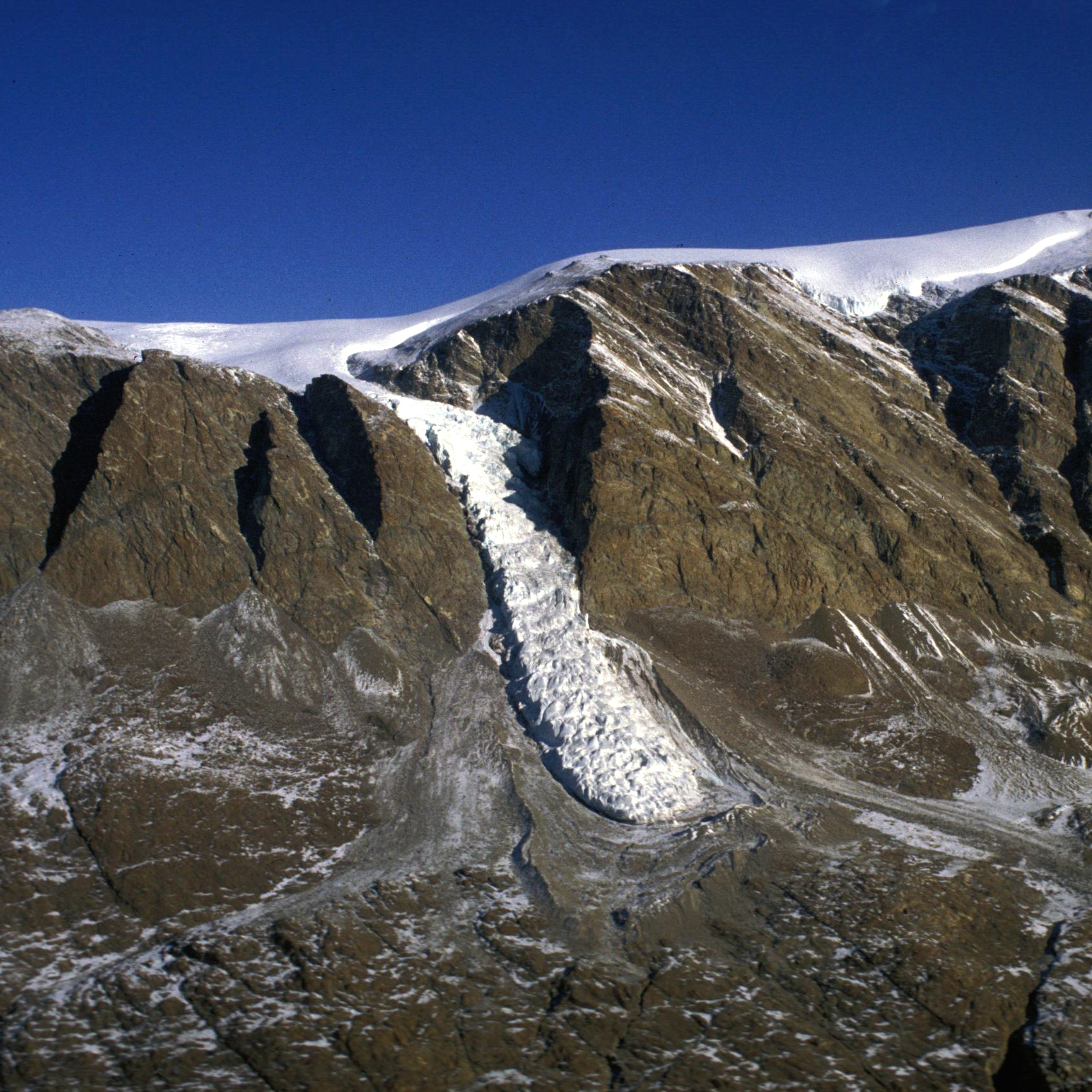
Glacier dans le Fonfjord au Groenland.